# Hirsutofilia

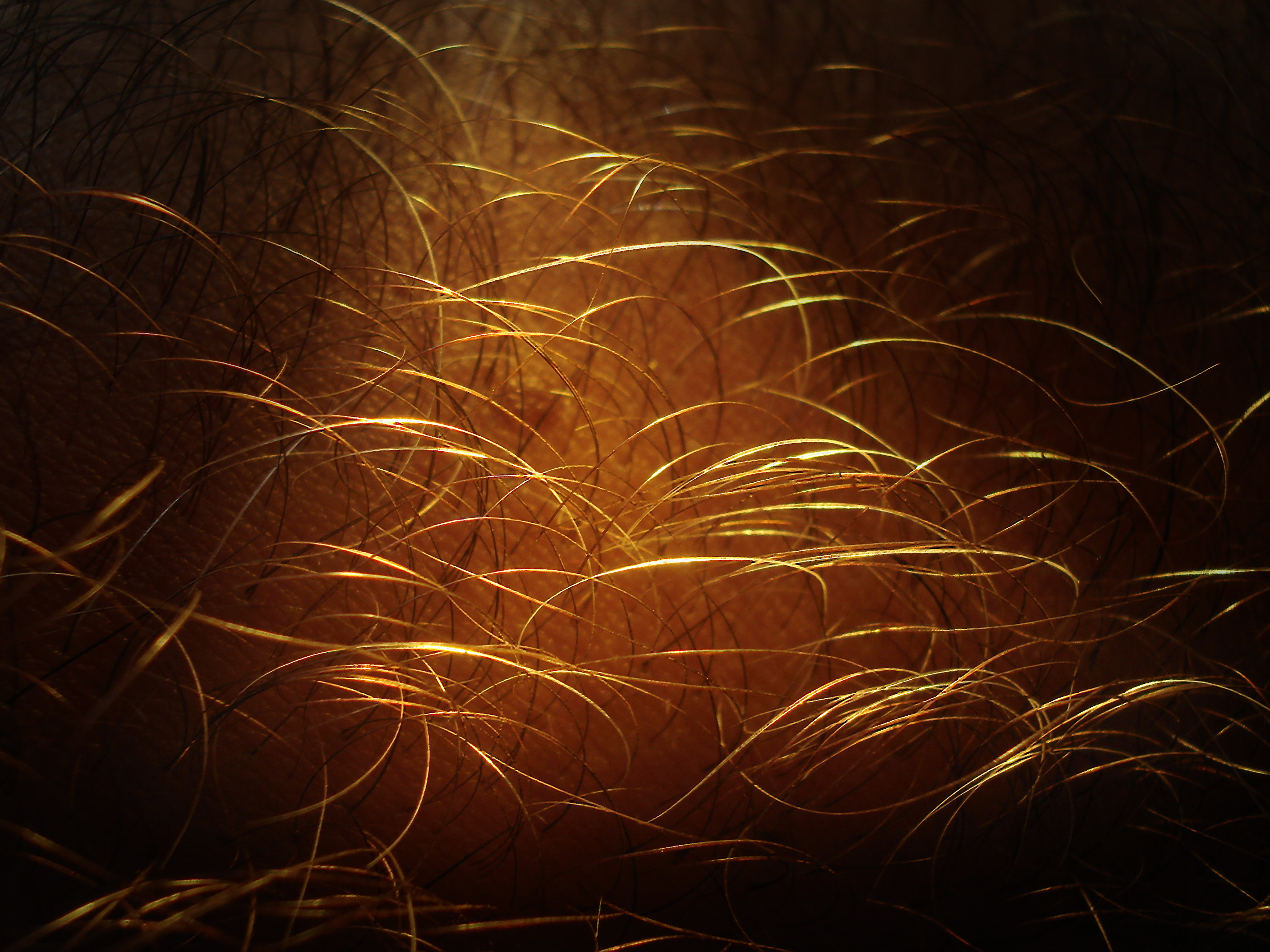
Vello humano.

Hirsutofilia (del latín hirsutus 'vello áspero', y del griego φυλία 'amor') es la parafilia que se refiere a la atracción por el vello androgénico. El término es relacionado con parafilias similares que involucran el contacto con el vello púbico, la ginelofilia, la pubefilia y la tricofilia.

## Tricofilia

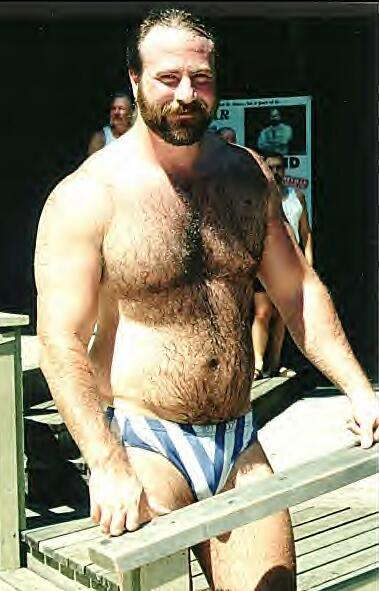
Jack Radcliffe actor pornográfico gay catalogado como oso.

Se le denomina tricofilia (del griego "trica-" (τρίχα), que significa cabello y "-filia" (φιλία), que significa amor) a la parafilia o fetichismo sexual en el que se siente atracción hacia el pelo. La tricofilia puede presentarse con diferentes focos de excitación, siendo el más común, pero no el único, el cabello de la cabeza humana. La tricofilia también involucra el vello facial, vello abdominal, vello axilar, vello púbico, vello pectoral y pelaje animal.

### Hirsutofilia
La hirsutofilia es una práctica sexual o fetichismo que refiere a la atracción por el vello corporal. La hirsutofilia es una variante de la tricofilia, enfocada únicamente a la atracción por el contacto con el vello androgénico o el vello corporal. Según algunos autores[¿quién?], refiere únicamente a la atracción por el vello axilar.
El vello corporal o vello androgénico tiene la función principal de recibir señales del exterior, transmitiendo a la piel los impulsos nerviosos activados por el contacto con este. Se desconoce si vello púbico tiene una función específica, pero teorías aceptadas aseguran que puede tener tres principales funciones. Según estas, el vello púbico tiene la función de la protección de la piel en el proceso copulatorio; otras teorías indican que funciona como un indicador que da la señal de que el cuerpo ha evolucionado hasta conseguir la madurez sexual. Según el zoólogo Desmond Morris el vello púbico, debido a su capacidad de absorber el sudor, funciona como una trampa de aromas, que se relaciona con las feromonas y la atracción sexual.

### Pubefilia
La pubefilia o ginelofilia refiere a la atracción por el vello púbico. La presencia de diferentes patrones en el depilado de la zona puede influir en la atracción hacia el vello púbico.
El vello púbico, al igual que el cabello, representa en la cultura occidental moderna un poderoso significado sexual. En una encuesta realizada a un grupo hombres y mujeres británicos, se respondió que el 65% de los hombres prefería la presencia de vello púbico en su pareja sexual; mientras que el 80% de las mujeres declaró que consideraban su vello púbico como un arma sexual.